# Yanet Sierra
Yanet Sierra Muñoz es una cantante y actriz de origen cubano (nacida en Placetas) con residencia en Madrid, España. Ha estudiado dirección teatral en la escuela nacional de teatro de La Habana y teatro musical en el instituto superior de La Habana. Entre sus habilidades a la hora de actuar destaca en canto y danza.

## Filmografía

### Cine
- Un hombre de acción (2022)
- La vida padre (2022)
- La isla interior (2009)

### Cortometrajes
- Hostal Edén (2015)

### Televisión
- La Templanza (2021)
- El pueblo (2020)
- Mentiras pasajeras (2022)
- Sky Rojo (2021)
- Centro médico (2017-2018)
- Mar de plástico (2016)
- La que se avecina (2015)
- Las cosas de Paco y Maricarmen (2008-2009)
- El juramento de Puntabrava (2007)

### Teatro
- Discurso de agradecimiento (2022)
- Herederas (microteatro) (2015)
- Cena de vanidades (microteatro) (2015)
- La pistola estilográfica (microteatro) (2013)
- Muerta escribes mejor (microteatro) (2013)
- Reencarnadas (microteatro) (2013)
- Abre el ojo (2011-2012)
- Divorciada, evangélica y vegetariana (2009-2010)
- Cyrano (2008-2009)
- Nunca te he negado una lágrima, pony (2007-2008)
- Sofa para dos (2006)
- La zapatera prodigiosa (2004-2005)
- Boeing, boeing (2003-2004)
- La boda (2003)
- La mosca detrás de la oreja (2002)
- El marinero (2001-2002)

##### Teatro musical
- Voces sin piel (2014-2018)
- Piel canela (2007-2013)
- Bodas de sangre (2011-2012)
- La lengua del dragón (2010-2011)
- El empresario en Canarias (2009-2010)
- Fotingo tours (2005-2006)
- Longina emigrante en La Habana (2003-2004)
- Tengamos el sexo en paz (2002-2003)